# Maurice Paske
Maurice Paske (* 21. Februar 1996 in Kassel) ist ein deutscher Handballtorwart, der derzeit für den VfL Eintracht Hagen spielt.

## Laufbahn
Paske wurde in Kassel geboren und bekam als junger Mann den Spitznamen „Taco“. Paske begann mit vier Jahren beim GSV Eintracht Baunatal das Handballspielen und durchlief dort sämtliche Jugendmannschaften. In der A-Jugend spielte er mit dem Verein in der Bundesliga. Am 25. Februar 2013 bestritt er gegen den SV 08 Auerbach sein erstes Spiel in der 3. Liga. Noch als A-Jugendlicher stieg er mit der ersten Mannschaft in der Saison 2013/14 in die 2. Bundesliga auf. Nachdem der Verein ein Insolvenzverfahren eröffnete und somit wieder in die 3. Liga absteigen musste, wechselte er nach der Saison zur MT Melsungen. Dort spielte er hauptsächlich in der zweiten Mannschaft. Am 3. März 2016 konnte er jedoch im Auswärtsspiel bei den Rhein-Neckar Löwen sein Bundesliga-Debüt feiern. In der Saison 2016/17 hatte er 9 Erstligaeinsätze. 2017 folgte der Wechsel zu GWD Minden, wo er ebenfalls hauptsächlich in der zweiten Mannschaft zum Einsatz kommt. Nachdem Kim Sonne einen Bandscheibenvorfall erlitt, rückte Paske kurz nach Saisonbeginn in den Profikader auf. Zur Saison 2019/20 wechselte er zum Zweitligisten TV Emsdetten. Nachdem der TV Emsdetten im Jahr 2022 abgestiegen war, schloss er sich dem Zweitligisten VfL Eintracht Hagen an.

## Erfolge
- Endrunde des Handball Länderpokals; Jahrgang 96[9]
- Aufstieg in die 2. Bundesliga mit GSV Eintracht Baunatal 2014

## Sonstiges
Paske studierte an der Universität Kassel Umweltingenieurwissenschaften.